# Rivière aux Araignées
Rivière aux Araignées är ett vattendrag i Kanada.   Det ligger i provinsen Québec, i den sydöstra delen av landet, 400 km öster om huvudstaden Ottawa. Rivière aux Araignées ligger vid sjön Lac aux Araignées.
I omgivningarna runt Rivière aux Araignées växer i huvudsak blandskog. Runt Rivière aux Araignées är det mycket glesbefolkat, med 3 invånare per kvadratkilometer.